# Kétazolam
Le kétazolam est une molécule dérivée de la famille des benzodiazépines, utilisée comme anxiolytique. Il est indiqué dans le traitement symptomatique passager des tableaux cliniques dominés par l’anxiété, par exemple :
- Troubles émotionnels : tension psychique, excitation, agitation, irritabilité, nervosité et insomnie ;
- Anxiété dans le cadre de syndromes psychonévrotiques : névrose d’angoisse, névrose compulsive, phobie, autres réactions névrotiques, traitement d’appoint de l’agitation accompagnant une dépression ;
- Anxiété dans le cadre de troubles fonctionnels : troubles cardio-vasculaires (symptômes en cas de dysrégulation circulatoire, anxiété précordiale), troubles digestifs et urogénitaux (symptômes de la ménopause) ;
- Troubles psychosomatiques, anxiété liée au sevrage de l’alcool.

Du fait de ses propriétés myorelaxantes, le kétazolam peut être utilisé dans le traitement d’appoint des spasmes musculaires d’origine centrale ou périphérique (traumatismes rachidiens, sclérose en plaques).
Après prise orale, le kétazolam est bien résorbé, essentiellement sous forme inchangée. Les concentrations sériques maximales sont atteintes environ 3 heures après la prise.
Le kétazolam est rapidement déméthylé en métabolites N-déméthyl actifs. Une faible fraction est transformée en diazépam, qui est lui-même transformé en un métabolite N-déméthyl. Le diazépam inchangé n’apparaît qu’en faible quantité. Environ 12 heures après une prise orale de 30 mg de kétazolam, la concentration sérique maximale du métabolite N-déméthyl est de 193,7 mg·l-1 en moyenne. Le kétazolam et ses métabolites se distribuent dans tous les tissus, traversent la barrière placentaire et sont excrétés dans le lait maternel. Ils pénètrent rapidement dans le système nerveux central. En général, les concentrations cérébrales sont supérieures aux concentrations sanguines. Le taux de liaison aux protéines sériques est de 93 %. Le taux de liaison à l’albumine sérique est de 80 %. En cas d’administration quotidienne d’une dose unique, les concentrations sériques de kétazolam et de ses métabolites actifs sont constantes après 7 à 13 jours.
La demi-vie moyenne du kétazolam est de 2 heures. La demi-vie plasmatique des métabolites N-déméthyl est de 52 heures en moyenne, mais elle varie d’un patient à l’autre. L’excrétion se fait essentiellement dans les urines, sous forme de métabolites conjugués.